# Ponta Delgada (Santa Cruz das Flores)
Ponta Delgada ist eine portugiesische Gemeinde (Freguesia) der Azoren-Insel Flores. Sie gehört zum Kreis (Concelho) von Santa Cruz das Flores und hat 280 Einwohner (Stand 19. April 2021).

## Geografie und Verkehr
In Ponta Delgada beginnt die Inselhauptstraße R 1-2, die an der Ostküste über Santa Cruz nach Lajes das Flores führt. Die südwestliche Nachbargemeinde Fajã Grande ist auf direktem Wege nur über einen alten Saumpfad zu erreichen, der heute als Wanderweg (PR 1 FLO) ausgeschildert ist.

## Geschichte und Sehenswürdigkeiten
Ponta Delgada wurde in der zweiten Hälfte des 16. Jahrhunderts gegründet und ist eine der drei ältesten Gemeinden auf Flores. Die Kirche Igreja de São Pedro im Ortszentrum wurde 1763 auf den Resten einer älteren Kapelle errichtet. Zwei Kilometer westlich von Ponta Delgada steht am Kap Ponta do Albarnaz der 1925 in Betrieb genommene westlichste Leuchtturm Europas, der Farol do Albarnaz.

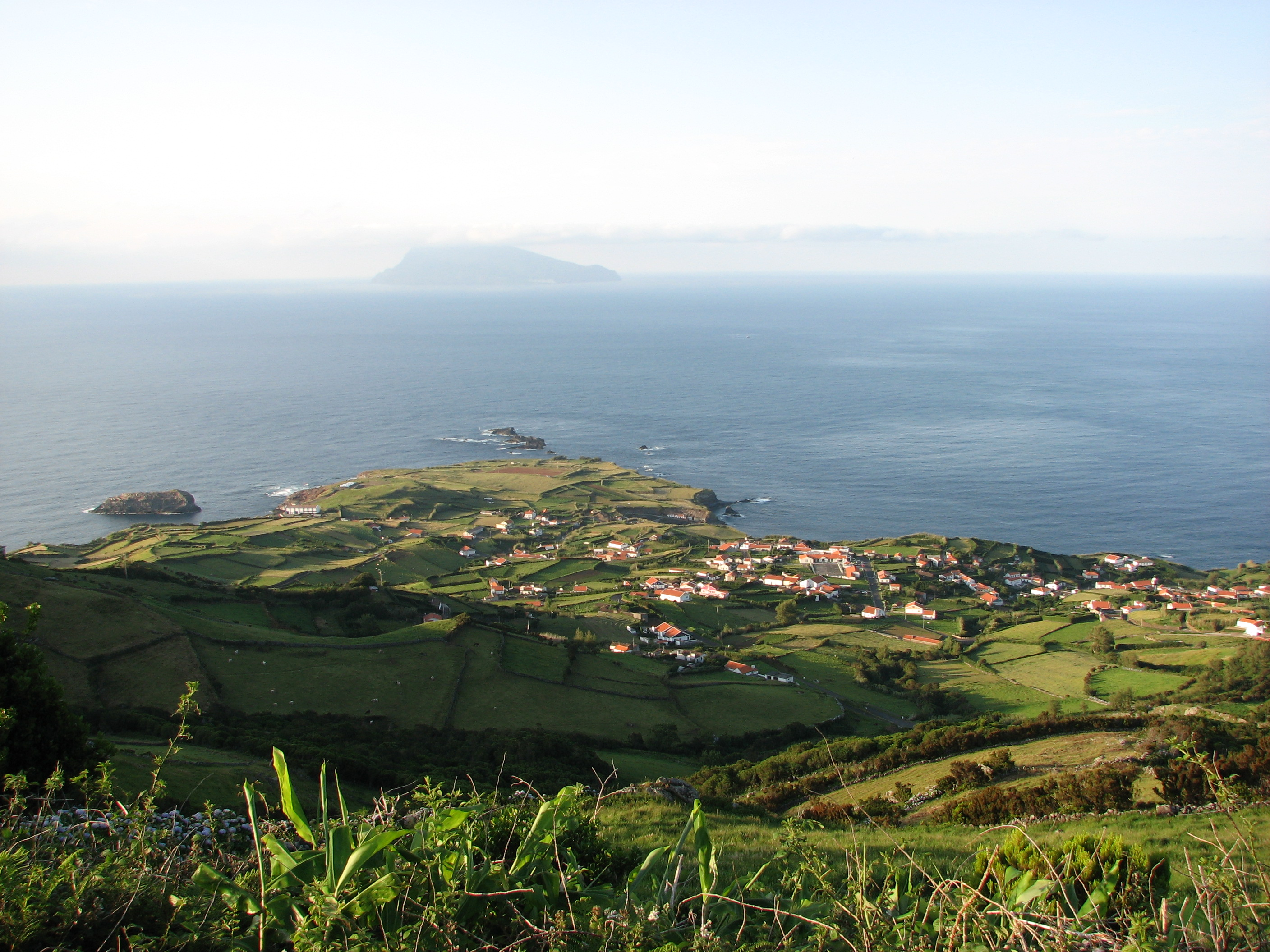
Blick auf Ponta Delgada
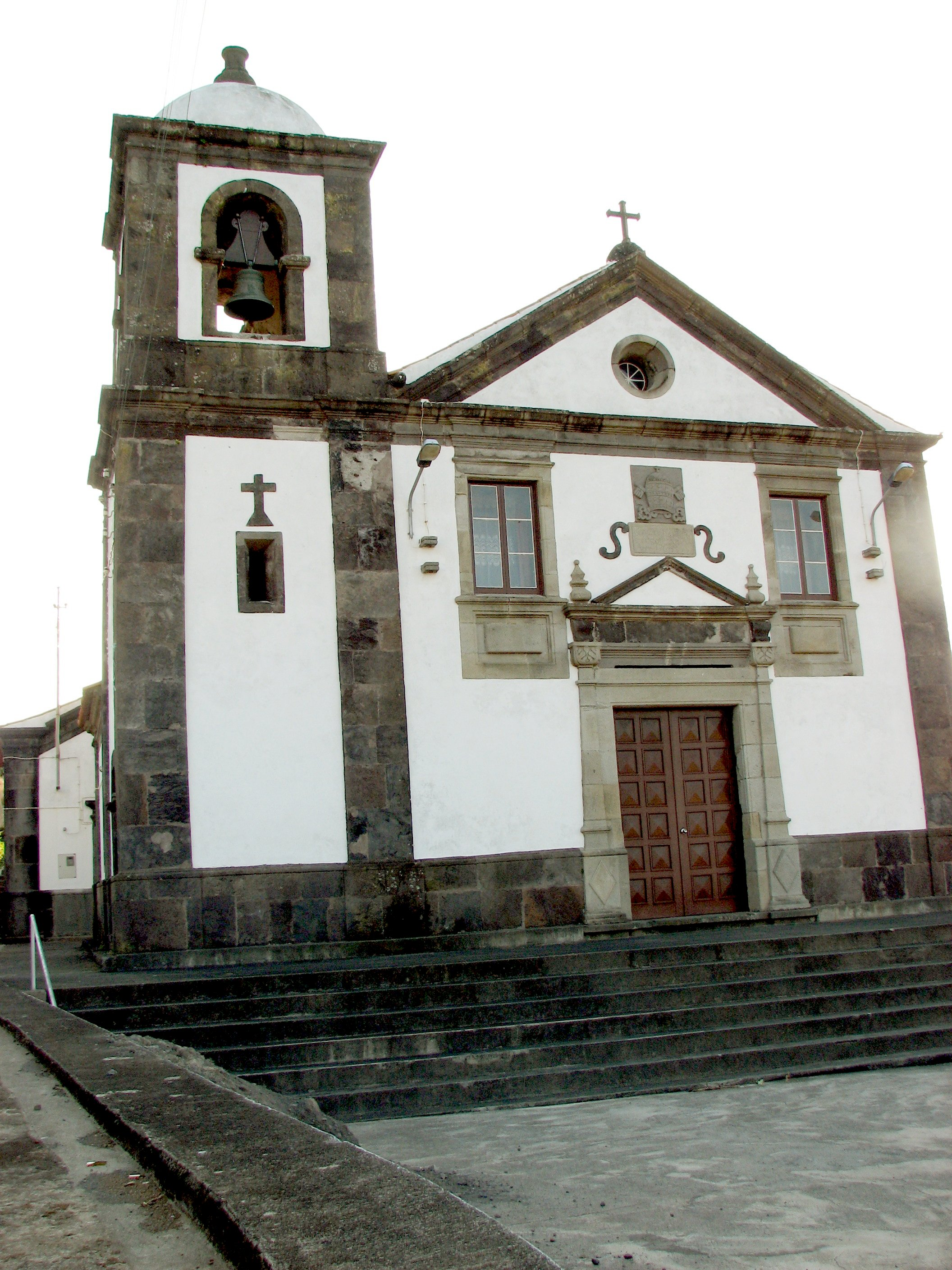
Kirche Igreja de São Pedro
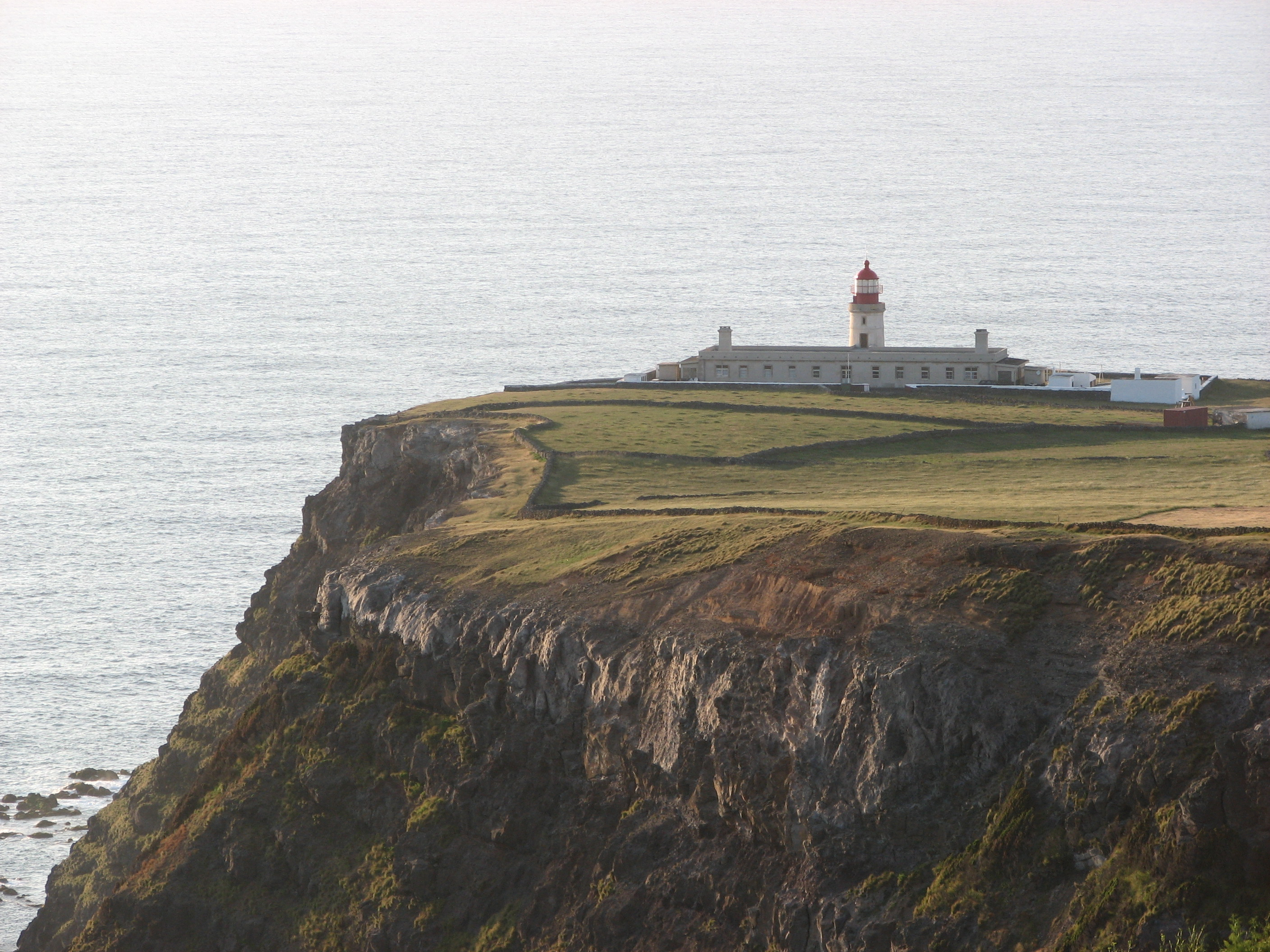
Leuchtturm an der Ponta do Albarnaz